# Trachymitrium ciliatum
Trachymitrium ciliatum là một loài rêu trong họ Calymperaceae. Loài này được Hook. Brid. mô tả khoa học đầu tiên năm 1826.